# Мамонда
Мамонда — река в России, протекает в Мишкинском и Благовещенском районах республики Башкортостан. Длина реки составляет 33 км.
Начинается из родника в лесу в урочище Янагушевская дача. Течёт в южном направлении через деревню Булатово, лес Восточно-Чижовская Дача, деревню Языково. В самых низовьях протекает через пруды рыбопитомника Пчела. Устье реки находится в 17 км по правому берегу реки Малый Изяк.
Основные притоки — Письмянка и Каменка, оба — правые.

## Данные водного реестра
По данным государственного водного реестра России относится к Камскому бассейновому округу, водохозяйственный участок реки — Уфа от Павловского гидроузла до водомерного поста посёлка городского типа Шакша, речной подбассейн реки — Белая. Речной бассейн реки — Кама.
Код объекта в государственном водном реестре — 10010201212111100024060.